# Qué hacen los diputados
Qué hacen los diputados (QHLD) es una herramienta en Internet para monitorizar la actividad del Congreso de los Diputados de España nacida en 2011 desde la sociedad civil.

## Historia
El proyecto surgió en junio de 2011 después de las movilizaciones del 15-M. Se creó una primera página web el 3 de diciembre de 2011 y el equipo impulsor se constituyó como asociación el 26 de julio de 2012. El principal objetivo del proyecto era acercar la información del Congreso a la ciudadanía centrándose en la actividad de los parlamentarios.
El 9 de mayo de 2012, QHLD lanza una campaña de crowdfunding con la plataforma Goteo. La financiación tenía como objetivo desarrollar la herramienta web para monitorizar la actividad del Congreso de los Diputados de España. Solicitaron 6.000€ que consiguieron en tiempo gracias a las aportaciones de 234 cofinanciadores.
Aparte de los artículos del blog del proyecto, QHLD editó y publicó en enero de 2014 una guía parlamentaria titulada El Congreso para principiantes para orientar a la ciudadanía sobre el funcionamiento del Congreso y los procesos legislativos.

## Publicaciones
- 2014 – El Congreso para principiantes. Autoedición (descarga en PDF)